# Креггс
Креггс (англ. Creggs; ирл. Na Creaga) — деревня в Ирландии, находится в графстве Голуэй (провинция Коннахт) на региональной дороге R362.